# Tangutologie

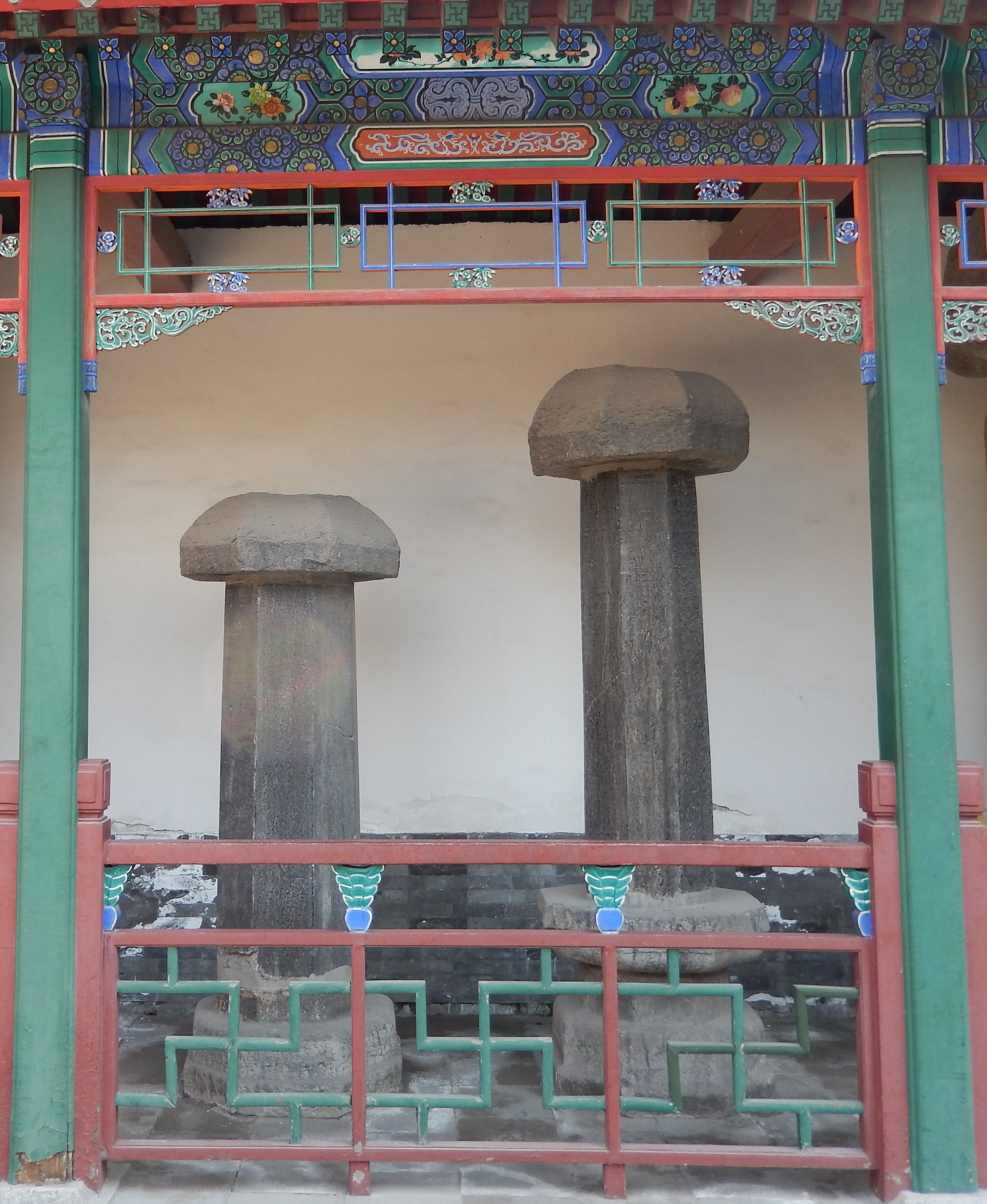
Tangutische Dharani-Säulen, ausgestellt am Alten Lotusteich (古蓮花池) in Baoding (Säule A links, Säule B rechts)

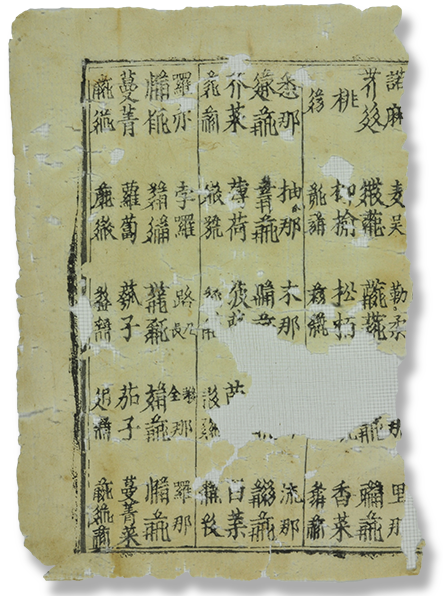
Seite eines Blockdruckes des zweisprachigen tangutisch-chinesischen Glossars Die Perle in der Hand (chin. 番漢合時掌中珠; Pinyin: Fān-Hàn Héshí Zhǎngzhōngzhū) aus den nördlichen Mogao-Grotten

Die Tangutologie (chin. Xīxiàxué 西夏學 „Xixiaologie / Xi-Xia-Kunde“ oder Xixia yanjiu 西夏研究 „Xixia-Studien“) ist die Lehre von den Tanguten (chinesisch 黨項 / 党项, Pinyin Dǎngxiàng) im Allgemeinen und der Westlichen Xia-Dynastie im Besonderen. Es ist im engeren Sinne das Studium der Geschichte, Kunst und Sprache des Xixia-Volkes durch das Studium der Xixia-Literatur. Da die Xixia-Sprache eine tote Sprache ist, hat sich die Grundlage der Xixia-Studien auf das Studium der Xixia-Sprache und die Interpretation der Xixia-Schrift verlagert.

## Geschichte
Das Volk der Tanguten gründete das Xixia-Reich (Xī Xià 西夏) im Nordwesten Chinas (1038–1227), der schließlich von den Mongolen zerstört wurde. Die Xixia-Schrift wurde 1036 geschaffen und war während der Xixia- und Yuan-Dynastien (1271–1368) in gedruckten Büchern und auf Inschriften weit verbreitet. Die Xixia-Sprache ist während der Ming-Dynastie (1368–1644) ausgestorben. Das jüngste Beispiel für eine Xixia-Schrift ist die Xixia-Steinsäulen von 1502, die in Baoding, Hebei, errichtet wurde. Während der Qing-Dynastie (1644–1911) gingen alle Xixia-Sprachen und -Schriften verloren, und keine Song-, Yuan-, Ming- oder Qing-Dokumente sind in Xixia erhalten geblieben. Erst im 19. Jahrhundert wurden die Xixia-Sprache und -Schrift wiederentdeckt.
Besonders stark aufgestellt in der wissenschaftlichen Forschung außerhalb Chinas sind Russland (seit N. A. Newski) und Japan.